# Великий рибосомний білок P2
Великий рибосомний білок P2 (англ. Ribosomal protein lateral stalk subunit P2) — білок, який кодується геном RPLP2, розташованим у людей на короткому плечі 11-ї хромосоми. Довжина поліпептидного ланцюга білка становить 115 амінокислот, а молекулярна маса — 11 665.
| 10         |  | 20         |  | 30         |  | 40         |  | 50         |
| ---------- |  | ---------- |  | ---------- |  | ---------- |  | ---------- |
| MRYVASYLLA |  | ALGGNSSPSA |  | KDIKKILDSV |  | GIEADDDRLN |  | KVISELNGKN |
| IEDVIAQGIG |  | KLASVPAGGA |  | VAVSAAPGSA |  | APAAGSAPAA |  | AEEKKDEKKE |
| ESEESDDDMG |  | FGLFD      |  |            |  |            |  |            |

A: Аланін

D: Аспарагінова кислота

E: Глутамінова кислота

F: Фенілаланін

G: Гліцин

I: Ізолейцин

K: Лізин

L: Лейцин

M: Метіонін

N: Аспарагін

P: Пролін

Q: Глутамін

R: Аргінін

S: Серин

V: Валін

Цей білок за функціями належить до рибонуклеопротеїнів, рибосомних білків.